# Bloomington (Californie)
Pour les articles homonymes, voir Bloomington.
Bloomington est une census-designated place (CDP) située dans le comté de San Bernardino, en Californie.

## Démographie
| 2000   | 2010   | - | - | - | - |
| ------ | ------ | - | - | - | - |
| 19 318 | 23 851 | - | - | - | - |